# 巴氨西林
巴氨西林（INN：Bacampicillin）是一种青霉素类抗生素。它是氨苄青霉素的前体药物，具有改善的口服生物利用度。
它以Spectrobid（辉瑞）和Penglobe（阿斯利康）的品牌出售。2015年，辉瑞停产了Spectrobid，并且没有仿制药制造商接管生产。因此，巴氨西林在美国不再售卖，并且不再获得FDA批准。

## 合成
氨苄青霉素和苄青霉素之间相对较小的化学差异不仅允许大量的口服活性，而且导致抗微生物谱的显着拓宽，从而允许用于对抗许多革兰氏阴性菌。为了进一步增强氨苄青霉素的口服吸收，已经采用了许多装置。巴氨西林是为此目的而设计的氨苄西林的前体药物。

巴氨西林的合成：

叠氮西林钠盐(1)与混合碳酸酯(2)（本身由乙醛和氯甲酸乙酯制备）反应生成酯(3)。用氢和合适的催化剂还原叠氮基键生成巴氨西林 (4)。两种对映体都有活性。该药物从胃肠道迅速吸收，并迅速被血清酯酶分解为具有生物活性的氨苄青霉素、乙醛、二氧化碳和乙醇。